# Галіндська мова
Галіндська мова (галіндійська) — погано засвідчена мертва західнобалтійська мова галіндів. Мабуть, була наріччям прусської мови.
Була поширена на півдні Пруссії, в області Галіндія (Galindia, Galindin, Galinda), яка розташовувалась на північному сході сучасної Польщі. Земля Галіндія простягалися від верхів'їв річки Лина до озера Снярдви. Протягом XIII століття була витіснена польською та німецькою мовами. Представлена ономастикою і топонімією.
Галіндську мову пов'язують з голядською мовою на сході і численною топонімікою з елементом galind- від Португалії до Підмосков'я.
Вперше етнонім «галінди» зустрічається у Геродота в V столітті до н. е. — Γελωνου, потім у Птолемея в II столітті — Γαλίνδαι. Пізніше Galindite в «Хроніці» у Петера Дуйсбурзького в 1326 році. Назва пов'язана, мабуть, чи з позначенням околиці, краю, кінця, пограниччя (литовська Gãlas 'кінець', латиш. Gàls і т. д.), Або з гідронімом типу Galinde — приплив Нарев, Galanten (Galland та ін.) — озеро. Назва «галіндо», мабуть, охоплювала ряд етнолінгвістичних груп в межах зовнішнього балтійського поясу.